# Холбни
Холбни   — деревня  в Ельнинском районе Смоленской области России. Население – 3 жителя (2007 год)   Расположена в юго-восточной части области  в 20 км к востоку от города Ельня, в 13 км к северо-западу от границы с Калужской областью, на правом берегу реки Угра. В 7,5 км южнее деревни железнодорожная станция Коробец на линии Смоленск  - Сухиничи. Входит в состав Мазовского сельского поселения.

## История
В годы Великой Отечественной войны деревня была местом ожесточённых боёв и дважды была оккупирована гитлеровскими войсками. Первый раз в июле 1941 года (была освобождена в ходе Ельнинской операции). Второй раз в октябре 1941 года (освобождена 68-й армией в ходе Ельнинско-Дорогобужской операции в 1943 году).,.